# Russisk bryllup i det 16. århundrede
Russisk bryllup i det 16. århundrede (russisk: Русская свадьба XVI столетия, translit.: Russkaja svadba XVI stoletija) er en russisk stumfilm fra 1909 instrueret af Vasilij Gontjarov. Filem er en filmatisering af skuespillet af samme navn af Pjotr Sukhonin.
Filmen blev optaget i 1908 umiddelbart efter optagelsen af Sang om købmanden Kalasjnikov og med de samme skuespillere.

## Handling
En ung bojar kommer ved et uheld til at vælte en modkørrende vogn, hvori sidder en bojarinde, der heldigvis ikke kommer til skade. Efter at have taget afsked med hende, kommer den unge bojar hjem, hvor han får at vide, at hans forældre har besluttet, at han skal giftes med en kvinde, som han ikke kan se før brylluppet. Efter brylluppet løfter bruden sit slør, og det viser sig, at det netop er den fremmede kvinde, som bojaren havde mødt på vejen.

## Medvirkende
- Aleksandra Gontjarova
- Vasilij Stepanov
- Andrej Gromov
- Lidija Tridenskaja
- Pjotr Tjardynin